# Arhavi Belediyesi Gençlik Spor Kulübü 2018-2019
Questa voce raccoglie le informazioni riguardanti l'Arhavi Belediyesi Gençlik Spor Kulübü nelle competizioni ufficiali della stagione 2018-2019.

## Organigramma societario
Area direttiva
- Presidente: Coşkun Hekimoğlu

Area tecnica
- Allenatore: Ahmet Kavaz
- Secondo allenatore: Volkan Güç
- Assistente allenatore: Fikret Ayan
- Scoutman: Doğukan Yurdakul

## Rosa
| N° | Nome                | Ruolo | Data di nascita   | Nazionalità sportiva |
| -- | ------------------- | ----- | ----------------- | -------------------- |
| 1  | Mustafa Ramazanoğlu | P     | 5 maggio 1979     | Turchia              |
| 2  | Hamdi Erkan         | S     | 19 luglio 1996    | Turchia              |
| 3  | İbrahim Başaran     | C     | 13 luglio 1985    | Turchia              |
| 4  | Kaan Çiçek          | O     | 29 giugno 1993    | Turchia              |
| 5  | Armin Mustedanović  | S     | 26 aprile 1986    | Bosnia ed Erzegovina |
| 6  | Alper Özdemir       | C     | 5 marzo 1996      | Turchia              |
| 7  | Roman Danilov       | O     | 4 gennaio 1985    | Russia               |
| 8  | Dimitar Marinkov    | S     | 9 settembre 1993  | Bulgaria             |
| 9  | Caner Özturna       | L     | 12 settembre 1991 | Turchia              |
| 10 | Orçun Ergün         | P     | 24 maggio 1992    | Turchia              |
| 11 | Murat Karakaya      | S     | 27 giugno 1987    | Turchia              |
| 12 | Fatih Uğur          | C     | 1º gennaio 1990   | Turchia              |
| 13 | Jan Jereščenko      | S     | 6 aprile 1990     | Ucraina              |
| 16 | Fatih Cihan         | C     | 16 dicembre 1991  | Turchia              |
| 17 | Murat Palavar       | C     | 17 maggio 1985    | Turchia              |
| 18 | Mehmet Özbek        | L     | 11 luglio 1984    | Turchia              |

## Statistiche

### Statistiche di squadra
| Competizione     | Punti | In casa | In casa | In casa | In trasferta | In trasferta | In trasferta | Totale | Totale | Totale |
| Competizione     | Punti | G       | V       | P       | G            | V            | P            | G      | V      | P      |
| ---------------- | ----- | ------- | ------- | ------- | ------------ | ------------ | ------------ | ------ | ------ | ------ |
| Efeler Ligi      | 20,7  | 11      | 5       | 6       | 11           | 2            | 9            | 28     | 12     | 16     |
| Coppa di Turchia | -     | 1       | 0       | 1       | 1            | 0            | 1            | 2      | 0      | 2      |
| Totale           | -     | 12      | 5       | 7       | 12           | 2            | 10           | 30     | 12     | 18     |

G = partite giocate; V = partite vinte; P = partite perse

### Statistiche dei giocatori
| Giocatore       | Campionato | Campionato | Campionato | Campionato | Campionato | Coppa di Turchia | Coppa di Turchia | Coppa di Turchia | Coppa di Turchia | Coppa di Turchia | Totale | Totale | Totale | Totale | Totale |
| Giocatore       | P          | PT         | AV         | MV         | BV         | P                | PT               | AV               | MV               | BV               | P      | PT     | AV     | MV     | BV     |
| --------------- | ---------- | ---------- | ---------- | ---------- | ---------- | ---------------- | ---------------- | ---------------- | ---------------- | ---------------- | ------ | ------ | ------ | ------ | ------ |
| İ. Başaran      | 2          | 13         | 6          | 4          | 3          | -                | -                | -                | -                | -                | 2      | 13     | 6      | 4      | 3      |
| K. Çiçek        | 7          | 12         | 10         | 0          | 2          | 2                | 9                | 8                | 1                | 0                | 9      | 21     | 18     | 1      | 2      |
| F. Cihan        | 16         | 96         | 63         | 22         | 11         | -                | -                | -                | -                | -                | 16     | 96     | 63     | 22     | 11     |
| R. Danilov      | 28         | 567        | 467        | 26         | 74         | 1                | 23               | 21               | 1                | 1                | 29     | 590    | 488    | 27     | 75     |
| J. Jereščenko   | 15         | 214        | 178        | 15         | 21         | 1                | 16               | 13               | 0                | 3                | 16     | 230    | 191    | 15     | 24     |
| O. Ergün        | 21         | 30         | 12         | 7          | 11         | 2                | 0                | 0                | 0                | 0                | 23     | 30     | 12     | 7      | 11     |
| H. Erkan        | 18         | 24         | 19         | 4          | 1          | 2                | 6                | 3                | 2                | 1                | 20     | 30     | 22     | 6      | 2      |
| M. Karakaya     | 25         | 95         | 73         | 9          | 13         | 2                | 11               | 11               | 0                | 0                | 27     | 106    | 84     | 9      | 13     |
| D. Marinkov     | 12         | 99         | 85         | 11         | 3          | -                | -                | -                | -                | -                | 12     | 99     | 85     | 11     | 3      |
| A. Mustedanović | 17         | 181        | 150        | 22         | 9          | 1                | 15               | 9                | 3                | 3                | 18     | 196    | 159    | 25     | 12     |
| M. Özbek        | 24         | 0          | 0          | 0          | 0          | 2                | 0                | 0                | 0                | 0                | 26     | 0      | 0      | 0      | 0      |
| A. Özdemir      | 10         | 17         | 13         | 3          | 1          | 2                | 10               | 10               | 0                | 0                | 12     | 27     | 23     | 3      | 1      |
| C. Özturna      | 12         | 0          | 0          | 0          | 0          | 1                | 0                | 0                | 0                | 0                | 13     | 0      | 0      | 0      | 0      |
| M. Palavar      | 21         | 84         | 51         | 27         | 6          | 1                | 0                | 0                | 0                | 0                | 22     | 84     | 51     | 27     | 6      |
| M. Ramazanoğlu  | 16         | 33         | 17         | 11         | 5          | 1                | 1                | 0                | 0                | 1                | 17     | 34     | 17     | 11     | 6      |
| F. Uğur         | 27         | 153        | 82         | 58         | 13         | 2                | 18               | 12               | 5                | 1                | 29     | 171    | 94     | 63     | 14     |

P = presenze; PT = punti totali; AV = attacchi vincenti; MV = muri vincenti; BV = battute vincenti